# Amtliches Werk
Unter einem amtlichen Werk versteht man im Urheberrecht ein vom Urheberrechtsschutz ausgenommenes Werk amtlichen Charakters (vor allem Gesetze, Behördenerlasse, Gerichtsentscheidungen, aber auch Regierungserklärungen und Neujahrsansprachen), das an sich die Anforderungen an urheberrechtlichen Schutz erfüllen würde. Amtliche Werke stellen einen Unterfall der urheberrechtlichen Schranken dar.

## Nationale Rechtslage

### Deutschland
Eine Legaldefinition des Begriffs des amtlichen Werkes fehlt im deutschen Urheberrechtsgesetz (UrhG). Aus der Aufzählung in § 5 Abs. 1 UrhG („Gesetze, Verordnungen, amtliche Erlasse und Bekanntmachungen sowie Entscheidungen und amtlich verfaßte Leitsätze zu Entscheidungen“) ergibt sich jedoch abschließend der Anwendungsbereich dieses Absatzes. Die Aufzählung ist keine umfassende aller amtlichen Werke i. S. d. UrhG, wie die Formulierung „[d]as gleiche gilt für andere amtliche Werke“ in Abs. 2 zeigt.
Während in Absatz 1 eine Veröffentlichung nicht erforderlich ist, ist Absatz 2 – anders als im bis 1965 gültigen Recht – nur auf Veröffentlichungen anwendbar. Absatz 2 wird von der Rechtsprechung sehr eng ausgelegt. Voraussetzung für die Anwendung des Absatzes 2 ist ein spezifisches Verbreitungsinteresse einer Behörde. Das öffentliche Interesse muss gegenüber dem Verwertungsinteresse des Verfassers des Werkes überwiegen und die möglichst weite und von Urheberrechten freie Verbreitung erfordern. Diese Voraussetzung ist bei amtlichen Werken ohne regelnden Inhalt wie amtlichen Wappen, Banknoten oder Postwertzeichen nicht gegeben. Nicht ausreichend ist das allgemeine Interesse, das die Allgemeinheit an jeder Veröffentlichung einer Behörde hat. Ein solches, besonderes Interesse ist vor allem dann gegeben, wenn es um die Abwehr von Gefahren geht, da in solchen Fällen die rasche und umfassende Information der Allgemeinheit erforderlich ist. Anerkannt ist auch, dass Patentschriften zu den Werken im Sinne des Absatzes 2 zählen. Auch diese sind urheberrechtlich nicht geschützt, doch ist – wie auch bei der Panoramafreiheit – eine Quellenangabe erforderlich und die Werke dürfen nicht verändert werden.
Die Gemeinfreiheit amtlicher Werke ist als Schrankenbestimmung anzusehen und gilt daher auch für amtliche Datenbanken, die ansonsten als Datenbankwerk oder durch das Datenbankherstellerrecht geschützt wären. Für das Zusammenwirken von Urheberrechtsgesetz und Informationsweiterverwendungsgesetz bedeutet dies: „Handelt es sich um gemeinfreie amtliche Werke im Sinne von § 5 UrhG, dürfen diese ohne weiteres verwertet werden.“ Demnach besteht ein Recht auf Informationsweiterverwendung, wenn ein Fall des § 5 Abs. 1 UrhG zu bejahen ist. Das gilt beispielsweise auch für die juristischen Informationssysteme juris und Openjur.

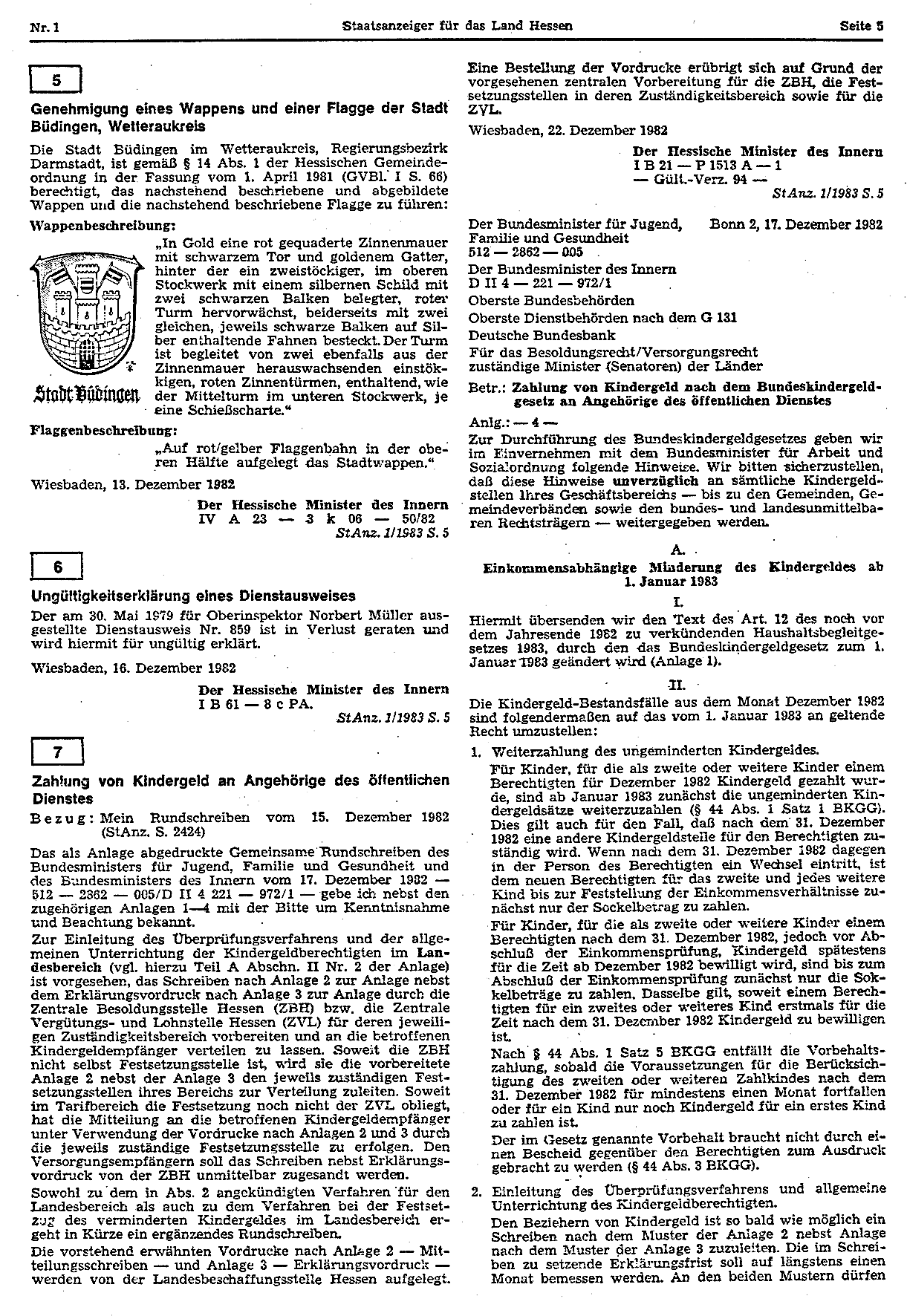
Scan aus dem Hessischen Staatsanzeiger 1983

Werden urheberrechtlich geschützte Bilder in amtliche Bekanntmachungen oder Gerichtsentscheidungen eingefügt (etwa als Bildzitate), so ist es zulässig, sie bei der Wiedergabe im Kontext der amtlichen Werke zu reproduzieren. Eine gesonderte Verwertung, die nur das Bild betrifft, dürfte aber nicht statthaft sein. Zu einer anderen Auffassung kommt das Landgericht München I, das die Abbildung einer Briefmarke im Amtsblatt des Bundesministeriums für Post- und Fernmeldewesen unter § 5 Abs. 1 UrhG und damit als gemeinfrei subsumiert. Die herrschende Meinung folgt dieser Ansicht des Landgerichts München nicht.
Auch interne Verwaltungsvorschriften, soweit sie eine Außenwirkung entfalten, zählen zu den nicht-geschützten amtlichen Rechtsnormen. Dagegen sind topografische Karten von Landesvermessungsämtern nicht als amtliche Werke zu bewerten.
Ausländische und supranationale amtliche Werke werden nach deutschem Recht behandelt (Territorialitäts- und Schutzlandprinzip). Amtliche Fassungen von EU-Richtlinien sind daher zum Beispiel nach deutschem Recht gemeinfrei.

### Österreich
In § 7 des österreichischen Urheberrechtsgesetzes finden sich die Regelung zum amtlichen Werk.
Zum Abs. 2 siehe → Rechte an Geoinformationen: Österreich

### Schweiz
In der Schweiz werden amtliche Werke in Art. 5 Schweizer Urheberrechtsgesetz geregelt.
Zu den Entscheidungen nach lit. c werden auch Gerichtsentscheidungen gezählt.

### Rumänien
Das Gesetz Nr. 8/1996 über das Urheberrecht, Kapitel III, Artikel 9 definiert, was nicht urheberrechtlich geschützt ist:
a) ideile, teoriile, conceptele, descoperirile stiintifice, procedeele, metodele de functionare sau conceptele matematice ca atare si inventiile, continute intr-o opera, oricare ar fi modul de preluare, de scriere, de explicare sau de exprimare;

b) textele oficiale de natura politica, legislativa, administrativa, judiciara si traducerile oficiale ale acestora;

c) simbolurile oficiale ale statului, ale autoritatilor publice si ale organizatiilor, cum ar fi: stema, sigiliul, drapelul, emblema, blazonul, insigna, ecusonul si medalia;

d) mijloacele de plata;

e) stirile si informatiile de presa;

f) simplele fapte si date.
Zu Deutsch:
a) Ideen, Theorien, Konzepte, wissenschaftliche Entdeckungen, Vorgehen, Betriebsmethode oder mathematische Konzepte als solche und Erfindungen, die in einem Werk beinhaltet sind, ungeachtet der Überlieferungsart, der Schrift oder der Erklärung sowie der Ausdrucksform;

b) offizielle Texte im Bereich Politik, Gesetzgebung, Regierung, Gericht sowie offizielle Übersetzungen derselben;

c) offizielle Symbole des Staates, der öffentlichen Behörden und der Organisationen, wie zum Beispiel: Wappen, Siegel, Flagge, Emblem, Wappen, Abzeichen, Schild und Medaille;

d) Zahlungsmittel;

e) Nachrichten und Informationen der Presse;

f) einfache Fakten und Daten.

### Rechtslage in weiteren Ländern
Viele freie Projekte schätzen die Tatsache, dass in den USA kein Copyright hinsichtlich der dienstlichen Arbeiten von Beschäftigten der Bundesverwaltung besteht. Sie sind in den USA Public Domain, nicht jedoch außerhalb. Allerdings verzichten die meisten US-amerikanischen Bundesbehörden darauf, Rechte im Ausland geltend zu machen.
Im Vatikanstaat gilt das italienische Urheberrechtsgesetz mit der Ausnahme, dass auch die vom heiligen Stuhl und vom Vatikanstaat veröffentlichten Gesetzestexte und amtlichen Werke urheberrechtlich geschützt sind. Damit sind amtliche Werke hier nicht gemeinfrei.

## Unfreie Bearbeitungen amtlicher Werke
Durch die Einfügung von Überschriften in Gesetzestexten oder die Ergänzung von Rechtsprechung bzw. redaktionelle Bearbeitung oder Hinzufügung eigener nicht-amtlicher Leitsätze bei Urteilen können diese Bearbeitungen urheberrechtlichen Schutz genießen.

## Schutz amtlicher Datenbanken
Private Sammlungen von Gesetzen usw. in gedruckter Form oder im Internet können als rechtlich geschützte Datenbanken im Sinn des EU-weiten Datenbankschutzrechtes angesehen werden (in Deutschland umgesetzt in §§ 87a ff. UrhG). Umstritten ist die Frage, ob von amtlicher Seite veranlasste Datenbanken (etwa öffentliche Register) diesem Datenbankschutz unterliegen. Urteile des Oberlandesgerichts Dresden und des österreichischen OGH haben die Auffassung vertreten, dies sei aufgrund der abschließenden Regelung von Art. 9 der EU-Datenbank-Richtlinie der Fall.
Nach Auffassung des deutschen Bundesgerichtshofs hingegen gilt § 5 UrhG auch für amtliche Datenbanken. Die Frage, ob diese Auslegung mit der EU-Datenbank-Richtlinie vereinbar ist, hatte der BGH dem Europäischen Gerichtshof zur Vorabentscheidung vorgelegt, dieses Ersuchen aber mit Schreiben vom 20. Mai 2008 wieder zurückgezogen.
Jedenfalls dürften einzelne Entnahmen von gemeinfreien Gesetzestexten aus einer geschützten Datenbank nicht gegen die berechtigten Interessen des Datenbankherstellers verstoßen, soweit sie nicht systematisch erfolgen.
In Deutschland beanspruchen die Verwaltungsabteilungen von Gerichten bzw. Justizministerien häufig – für Kritiker in Widerspruch zu § 5 UrhG – ein überwiegend mit dem Datenbankschutz begründetes Schutzrecht auf die von ihnen im Internet präsentierten Entscheidungssammlungen, für die sie einen gewerblichen Gebrauch ausschließen möchten.

## Private Normwerke
Auf Druck der Ersteller von Normwerken wie DIN e. V. wurde 2003 § 5 Abs. 3 UrhG eingefügt. Der Einsatz der Initiative gegen die Direktgeltung privater Normen im Bauwesen (IDIN) gegen die Änderung der Rechtslage war damit erfolglos.
Der Europäische Gerichtshof entschied am 5. März 2024 im sogenannten Malamud-Urteil, dass harmonisierte Normen als Teil des Unionsrechts zwar dem Urheberrecht unterliegen, aber frei zugänglich sein müssen.